# Uri Segal
Uri (Uriel) Segal (hebräisch אורי סגל; * 7. März 1944 in Jerusalem) ist ein israelischer Dirigent.

## Leben und Wirken
Segal studierte Violine und Dirigieren an der ehemaligen Rubinstein Academy of Music, die 1965 in Jerusalem Academy of Music and Dance umbenannt wurde. Von 1966 bis 1969 besuchte er die Guildhall School of Music. Nach seinem Studienabschluss gewann er 1969 den ersten Preis in der Dimitri Mitropoulos International Music Competition in New York City, dem sich eine Assistentenstelle bei Leonard Bernstein und George Szell am New York Philharmonic Orchestra anschloss. Von 1972 bis 1987 war er als Erster Gastdirigent am Radio-Sinfonieorchester Stuttgart des SWR tätig.
Von 1980 bis 1982 war Segal Chefdirigent beim Bournemouth Symphony Orchestra und von 1981 bis 1985 erster Dirigent der Philharmonia Hungarica. Gleichzeitig bekleidete er die Stelle des Künstlerischen Direktors beim Israel Chamber Orchestra. In den Vereinigten Staaten von Amerika übernahm er 1989 die Position des Musikdirektors beim Chautauqua Symphony Orchestra im Bundesstaat New York, die er bis 2007 innehatte. Gleichzeitig übernahm er 1989 auch das Amt des Chefdirigenten am Japan-Century-Sinfonieorchester in Osaka (Japan), das er bis 1997 bekleidete. Nach seinem Abschied aus Osaka wurde er mit dem Titel eines Ehrendirigenten des Orchesters gewürdigt. Bis 2004 wirkte er als Musikdirektor am Louisville Orchestra.
Segal ist seit 1966 mit Ilana Finkelstein verheiratet und Vater dreier Töchter und eines Sohns.